# متفاوتة أونو
في الرياضيات، متفاوتة أونو هي مبرهنة عن المثلثات في المستوى الإقليدى. خمن ت. أونو في 1914 أنها صالحة لأى مثلث، لكن ف. باليتراند أظهر في 1916 على أنها تصح فقط للمثلثات الحادَّة والمنفرجه.

## نص المفاوته
نعتبر مثلثًا حاد الزوايا أو منفرج الزاوية في المستوى الإقليدي، أطوال أضلاعه هي a، b، وc، ومساحته هي A. عندئذٍ تتحقق المتباينة التالية:
{\displaystyle .27(b^{2}+c^{2}-a^{2})^{2}(c^{2}+a^{2}-b^{2})^{2}(a^{2}+b^{2}-c^{2})^{2}\leq (4A)^{6}}
تلتغى هذه المفاوته في المثلثات عموما، تُعدّ هذه المتباينة صحيحة لجميع المثلثات، وتتحول إلى مساواة فقط في حالة المثلث المتساوي الأضلاع.